# Klimits Lajos
Klimits Lajos (Somorja, 1884. augusztus 23. – Pozsony, 1951. június 2.) magyar jogász, köztisztviselő, költő. Vallásos és nemzeti érzésű versei a hagyományos nép-nemzeti irányzathoz kötődtek.

## Életpálya
Apja, Károly cipész és csizmadiamester volt. A kereskedelmi akadémia elvégzése után köztisztviselő lett a pozsonyi városházán. Végigharcolta az első világháborút. Görznél és Doberdónál megsebesült. Egyetemi tanulmányait Pozsonyban az Erzsébet Tudományegyetem jogi karán kezdte, majd Pécsett folytatta, ahol a jog- és államtudományok doktorává avatták 1926-ban. 
A háborúból való visszatérése után ismét a pozsonyi városházán dolgozott 1945-ig. A háború után mint sok magyart a Beneš-dekrétumok alapján elbocsájtották az állásából és kirendeltségi parancs alapján neki is el kellett hagyni lakhelyét 100 km-re a várostól, családjával együtt. Nagyon nehéz körülmények között túlélte ezt az időszakot, feleségével és öt gyermekével, állampolgárság , jövedelem és támogatás nélkül. 1948-tól haláláig a pozsonyi adóhivatalban dolgozott.(22,27)
Közismert költő volt Közép-Európában, Magyarországon, Csehországban és Ausztriában, de főleg a szlovákiai magyar kultúrának volt képviselője. Versei megjelentek az akkoriban ismert újságokban, például: Somorja és vidéke, Csallóköz, Prágai Magyar Hírlap, Palota Újpest, Pestvidéki Újság, Pesti Hírlap, Képes Hét, Irodalom és művészet, Magyar Néplap, Presburger Zeitung, Katolikus Figyelő, Új sziv, Zalamegyei Újság, Neues Wiener Journal, Esti Újság, Felsőcsallóköz és a magyar rádióban is.(1,27)

## Költészete
Első versei még az első világháború előtt jelentek meg a Dunaszerdahelyen kiadott Csallóközi Lapok című újságban 1902-ben. A húszas évek végén már Szlovákia ismert és népszerű költője volt. Évkönyvekben, folyóiratokban publikált. Klimits Lajos a korabeli irodalmi, kulturális és társadalmi élet jeles személyisége volt. A Kisfaludi Társaságnak és a Gárdonyi Géza Társaságnak volt a tagja, a Petőfi Társaságnak 1944-ig főtitkára volt. Sok-sok irodalom estén, felolvasáson, műsoros estén, rádióbeli szereplésen vett részt.(27)

## Kötetei
- Rohan az élet 1927, második kiadás 1928-ban
- Kacagj Bajazzo!, 1932
- Hozsanna Néked!, 1940

Klimits Lajos a költészeten kívül foglalkozott tudósításokkal és az élményeit megfogalmazta Az örök város közelében című riportokban, például Aquilea városából idézet: "Háborús bajtársaim sírját kerestem. A temetőbe vezető úton ciprusok állnak sorfalat, mintha tiszteletet adnának az elesett hősöknek, szegény bajtársainknak. Rátaláltam egyszerű kis sírkövekre cinktáblával és rákarcolva":
Markus Josef N.48 7. Xl.1917 Ungherese,
Fehér Johan N.60 inf. 5.VIII.1915 Ungherese...
Inf.Ungherese
Osi Johan 1.VIII 1915
Inf.Ungherese
Pirsel Josef 7.VIII.1915
Jinger Josef...Nr.68 19.VIII.1915 Ungherese
idézet:"...Meghatottan álltam sírjuknál és imádkoztam. Aztán mennem kellett. De még egyszer visszanéztem a temető ajtóból hosszan, hogy egy Istenhozzádot mondjak véreimnek, akiket a borzalmas világháború sodort ide, hogy itt álmodják örök álmaikat messze hazájuktól, messze szeretteiktől.
Az esti szellő el fogja hozni üzenetünket, hogy gondolunk rátok, szeretünk titeket és nem feledünk el soha."(8)
Továbbá nagy hatással voltak a költőre Pompeje és Herculaneum városok tragédiája, róluk egy poétikus rövid megfogalmazást írt:
idézet: "Most majdnem kétezer év után csak a suttogó szellő mesél a letűnt dicsőségéről. Csendes, álmatlan éjszakákon nyugtalan denevérek körül a kiásott romokat, s a tágra nyílt szemű baglyok huhognak között, mintha hívnák a múltat, az életet ami volt és eltűnt örökre."(8)
Klimits Lajos „Kacagj Bajazzo“ című verskötete finom, érzékeny lélek költészete. Lemondások őszi virágaiból kötött csokor, melyet a költő az élet virágos rétjéről szedett össze. Klimits Lajos nem a zajgó életörömök, az izzó, vulkanikus szenvedélyek égőpiros virágaiért hajolt le, nem a lemondás könnyes szemű árvácskáiért, a reménytelenség bús violáiért, és mégis úgy érezzük, hogy ezek társaságában érzi jól magát a költő, a bánat sötét köpenyében kiterjed a költő lelke, ünnepi hangulat szállja, dalolni kezd. Édes fájdalom a Klimits Lajos fájdalma, alkotó fájdalom mert az ihlet ajándékát hozza el neki. Klimits Lajos átömlik ezekbe a dalokba, átadja nekik, s nem bánja, ha könnycseppek is harmatoznak a költői alkotás kelyhében. Valami ünnepien tiszta, légiesen finom van Klimits Lajosnak ezekben a szerelmi bánatdalaiban, amelyekhez hangulatban méltón simulnak halálénekei.
Az ilyen bánatba merülő árnyakat kereső lélek megtalálja a megnyugvás vigaszát a halál gondolatában. Klimits Lajos költői fantáziája önkéntelenül a sötét képekhez fordul – azért énekli meg a természet szépségei közül is az őszt, a nyár végét, az erdőt hótakaró alatt a földet, amint az ég pici angyalpihéi teleszórják. Csendes bánatversek, kísérteties víziókat felidéző halálversek (Styxentul-Charon birodalma) a két szakadékot összeköti Klimits költészetének szivárványos hídja. Ezen a hídon virulnak az életszépségek, melyeket Klimits lelke megtalál. A természet az első vigasztaló s ha megtalálja benne a költő a maga lelkének kifejezését, – a csendes bánatot, ott van az életöröm ujjongása a nyári éjszaka festésében, ott a munka diadalmas kórusa a méhek dalában. Azután a másik nagy szépség – az emberszeretet. Klimits testvérként magához szorít minden embert, mert hiszen a szenvedésben egyek, egyformák vagyunk mi emberek.
Még melegebben szorítja szívéhez a szenvedőket a kitaszítottakat a menhely szerencsétlenjeit. Isten jósága pedig mindenütt felé zeng. Az ő erejétől vár, kér segítséget az emberi nyomorúságra, az Ő jósága muzsikál felé a természet csendjében, a vigasztaló szavát várja. Páduai szent Antal balzsam osztó békéjében. És végül ott vannak a művészet a tudás nagy élményei, amint utazásaihoz kapcsolódnak, Rómához, Párizshoz, Velencéhez, Páduához, Abbázziához. Hogy ez a rejtekező vérző sebeit fátyol alatt mutogató lélek kifejezésmódjában többször a szimbolizmushoz folyamodik, az egész természetes.
Modern olvasott író, akit nem hagyhatnak érintetlenül a szimbolisták és impresszionisták finom, leheletszerű témái, finom hangulatok érzéskeltetésére alkalmas nyelvi készségük, nyelvük zeneisége. Klimits Lajos e téren olyan finom zengzetességgel ható alkotásokat hoz életre, melyek Vörösmartyt juttatják eszünkbe.
A mai modern élet tülekedő vásárában jól esik olvasni ennek a költőnek művét, ki egyre nemesebbülő, tisztuló életfelfogásával, alázatos Isten és emberszeretetével, keresztényszellemű szépségkultuszával mutat testvériséget.(21)

## Kitüntetés
Klimits Lajos alkotásaiért a legmagasabb elismerést XII. Pius pápától kapta, aki nagyra értékelte a költő verseit. A verskötetet "Szentatya kegyesen fogadta" és a verskötetet elhelyezték a Vatikáni Apostoli Könyvtárban.

## Értékelések
A közösség erejét és tekintélyét azok határozzák meg, akik áldozatot hoznak érte: lemondanak a maguk hasznáról a többiek javára, közben pedig értéket és hagyományt teremtenek. Somorja e tekintetben gazdag örökséggel bír. A CZ. Slovakia és a Somorjáért Polgári Társulás a város életét meghatározó somorjai személyiségek emlékét akarja méltó módon megőrizni a Pomléi úton felállítandó “Nagyjaink padjai” által. Városunk társadalma az elmúlt évtizedekben kicserélődött, átalakult. Tudatában vagyunk, hogy napjaink nemzedéke számára nem sokat jelentenek a nevek, amelyeket egy-egy pad őriz majd a járda mentén. De ennek következtében méltó utódai lehetünk azoknak, akik Somorja városnak nevet szereztek és rangot adtak.(22)
Klimits Lajos, költő (1884–1951)
A felvidéki magyar irodalmi és kulturális élet elismert személyisége. Méltatlanul elfeledett művei és szellemi hagyatéka része a magyar irodalmi örökségnek, amire lehet büszke az utókor. Somorján született, édesapja csizmadia mester volt. Alapfokú műveltségét szülővárosában szerezte, ezt követően a Pozsonyi Kereskedelmi Akadémia diákjaként tanult, majd a pozsonyi városházán lett köztisztviselő. Egyetemi diplomát a Pozsonyi Erzsébet Tudományegyetemen szerzett, majd Pécsett a jog- és államtudományok doktorává avatták. Első verseit a csallóközi lapok közölték, később népszerű szerző lett, és költeményeit a Prágai Magyar Hírlap, a Híradó és az Esti Újság, a Nap, a Magyar Hírlap és a Somorja és Vidéke hasábjain publikálta. Kötetei: Rohan az élet (Prochászka István rajzaival), Kacagj Bajazzo, Hozsanna néked.(22,27)
Dr. Klimits Lajosnak elismerés illeti eszmei irányításáért, melyek közöl a tiszta líra hangjaival megnyerik tetszésünket, írja dr.Dobai János, Új Auróra almanachnak főszerkesztője és egyetemi gimnáziumnak tanára Budapesten.(5)
Bölcselkedő természet, amit a ma divatos irányok mellett feltűnés számba megy. Bármily megkapó és mély tartalmú is azonban a költő mondanivalója a kifejezés természetes közvetlensége a hang egyszerűsége és a ritmus könnyedsége mindenkor hatásossá teszi bölcselkedő eszméit.
Klimits Lajos az élet értelmét és értékét kutatja, folytatja továbbiakban dr. Dobai János.Költő előtt áll a gőgös „emberisten” az önzés, irigység és hiúság sivár lelkű teremtés, s szemébe vágja a Salamoni „Hiúságok hiúsága s minden csak hiúság” megrázó szavait....(5)